# El Cuerpo de Cristo
El Cuerpo de Cristo, publicado originalmente como O Corpo de Cristo, es un cómic autobiográfico español obra de la autora Bea Lema, ganador del Premio Nacional del Cómic de 2024.

## Publicación
El cómic fue originalmente publicado en 2017 bajo el título en gallego de O Corpo de Cristo, y ganó en su primera edición el XII Premio de Cómic Castelao de la Diputación de La Coruña. Posteriormente fue publicado en Francia bajo el título de Des maux à dire, y en 2023 fue publicado de nuevo en España por la editorial Astiberri.

## Argumento
La obra aborda el tema de la salud mental, y se centra en la dura relación entre una hija y una madre a la cual la primera tiene que empezar a cuidar desde muy joven, en el contexto de una España patriarcal, pobre y católica.

## Premios
- 2024 Premio Nacional del Cómic.[1]

- 2024 Premio del Público del Festival de Angoulême.[5]
- 2024 Gran Premio l’Héroïne Madame Figaro 2024.[6]
- 2024 Premio Bédélys del Festival de Cómic de Montréal a la mejor obra extranjera.[7]
- 2024 Finalista del Premio Miguel Gallardo a la autora emergente en Comic Barcelona.[8]
- 2023 Finalista del Premio ACDCómic de autora emergente.[8]
- 2017 XII Premio de Cómic Castelao de la Diputación de La Coruña.[9]

## Recepción
El 17 de septiembre de 2024 el Observatorio para la Libertad Religiosa pidió la retirada del Premio Nacional del Cómic a El Cuerpo de Cristo, argumentando en un comunicado oficial que la obra ofendía los sentimientos religiosos de la población católica y banalizaba la eucaristía, y afirmando que «el Ministerio de Cultura está utilizando el dinero de los contribuyentes para, una vez más, atacar a los católicos». Ese mismo día, la Fundación Española de Abogados Cristianos anunció a través de redes sociales que se encontraban estudiando medidas legales contra este cómic, alegando una ofensa a los sentimientos religiosos. Tras el anuncio oficial de esta fundación, Pedro F. Medina, editor de Fandogamia, quien también se enfrentó a una querella similar por parte de la Fundación tras la publicación de El niño Jesús no odia a los mariquitas, mostró su apoyo al título, afirmando que «con esta gente no hay límites», en referencia a los miembros de la organización. Carla Berrocal también mostró su apoyo a la autora Bea Lema a través de la red social Twitter, después de que aumentara la polémica en redes y el número de críticas y comunicados por parte de organizaciones y entidades religiosas.